# Aglaia Szyszkowitz
 (avril 2023).
Aglaia Szyszkowitz, née le 11 janvier 1968 à Graz, est une actrice autrichienne.

## Biographie
La fille du Rudolf Szyszkowitz et de la psychothérapeute Traudl Szyskowitz commence après sa maturité des études de médecine, mais après une hépatite grave elle se tourne vers la comédie. De 1987 à 1990, elle suit une formation au Volkstheater de Vienne puis se fait engager dans les théâtres de Krefeld, Wurtzbourg et Münster. Par ailleurs, elle joue Janet dans la version théâtrale de The Rocky Horror Picture Show.
Elle fait ses débuts à la télévision en 1995 par un petit rôle dans la série Jede Menge Leben (de). Elle obtient son premier grand rôle dans le thriller Buddies – Leben auf der Überholspur en 1997. Elle conserve la vedette avec la comédie 2 Männer, 2 Frauen - 4 Probleme!? l'année suivante.
Depuis 2000, elle tourne deux fois par an pour la ZDF pour interpréter la commissaire Jenny Berlin dans la série Einsatz in Hamburg (de) (les deux premiers épisodes de la série portent d'abord le nom de son héroïne).
Son plus grand succès au cinéma est le film pour enfants Das Sams (de) en 2001. En 2005, elle participe à la coproduction internationale Klimt de Raoul Ruiz.
Sa jeune sœur Roswitha Szyszkowitz est aussi actrice.

## Filmographie
Sauf indication contraire, les informations mentionnées dans cette section peuvent être confirmées par la base de données cinématographiques IMDb,  présente dans la section « Liens externes ».

### Télévision

#### Téléfilms
- 1996 : Der rite Tod de Rainer Bär : Julia
- 1997 : Buddies – Leben auf der Überholspur de Roland Suso Richter : Patricia
- 1997 : Célibataire cherche héritier de Uwe Janson
- 1997 : Callboy de Susanne Hake : Monika Bolder
- 1997 : Busenfreunde 2 – Alles wird gut! de Thomas Berger : Anna
- 1998 : Der Tod in deinen Augen de Michael Rowitz : Laura Tillmann
- 1999 : Der Elefant in meinem Bett de Mark Schlichter : Jasmin
- 1999 : Bodyguard – Protection impossible de Willhelm Engelhardt : Nadja Waller
- 1999 : Comeback für Freddy Baker de Matti Geschonneck : Ina
- 2000 : Liebesengel de Uwe Janson : Angela
- 2000 : Hart im Nehmen de Peter Patzak : Helga Marek
- 2001 : Gli amici di Gesù - Giuda de Raffaele Mertes et Elisabetta Marchetti : Sarah
- 2001 : Die Liebe meines Lebens de Niki Stein : Anna Lenz
- 2001 : Nichts wie weg de Peter Patzak : Helga
- 2002 : Amour et coïncidences de Erwin Keusch : Jenny Weiss
- 2003 : Trenck l'insoumis de Gernot Roll : Maria Theresia
- 2003 : Die Liebe kommt als Untermieter de Markus Bräutigam : Amelie Schröder
- 2003 : Tauerngold (de) de Rüdiger Nüchtern : Katharina Radacher
- 2003 : Weihnachtsmann über Bord! de Thomas Berger : Paula Wegner
- 2004 : Une mamie envahissante de Xaver Schwarzenberger : Melanie Seeberg
- 2005 : Rendez-nous notre fille (de) de Stephan Wagner : Julia Gerber
- 2005 : Un mari pour ma femme de Stefan Lukschy : Friederike Nagel
- 2005 : Der Todestunnel – Nur die Wahrheit zählt de Dominique Othenin-Girard : Sabine Fink
- 2005 : Ausgerechnet Weihnachten de Gabriela Zerhau : Sina
- 2005 : Heute heiratet mein Mann de Michael Kreihsl : Caroline 'Caro' Petersen
- 2006 : Une femme sans cœur de Xaver Schwarzenberger : Regina Steinberg
- 2007 : Cuisine et manigances de Michael Kreihsl : Therese Tanzen
- 2007 : Tango zu dritt de Thomas Kronthaler : Evi
- 2008 : Der große Tom de Niki Stein : Barbara Berger
- 2008 : Sur un air de tango de Xaver Schwarzenberger : Clarissa
- 2009 : Coup de foudre au bout du monde de Dennis Satin : Hanna Kirchhoff
- 2009 : Liebe ist Verhandlungssache de Sven Bohse : Thea Schmitz
- 2009 : Fünf Tage Vollmond de Matthias Steurer : Johanna Thamsen en 1969
- 2009 : Geliebter Johann Geliebte Anna (de) de Julian Pölsler : Dorothea von Benckendorff
- 2010 : Augustine: The Decline of the Roman Empire de Christian Duguay : Paola
- 2010 : Willkommen in Wien de Nikolaus Leytner : la fille de la ville
- 2011 : Niemand ist eine Insel (de) de Carlo Rola : Dr. Ruth Reinhardt
- 2011 : L'Ombre de la vengeance de Robert Dornhelm : Vera Schlink
- 2012 : Rommel, le guerrier d'Hitler de Niki Stein : Lucie Rommel
- 2012 : Katie Fforde: Ein Teil von dir de Helmut Metzger : Vivien Barner
- 2012 : Am Ende der Lüge de Marcus H. Rosenmüller : Mia Althoff
- 2013 : Der Tote im Eis de Niki Stein : Verena Lucius
- 2013 : Komasaufen de Bodo Fürneisen : Beate Güttler
- 2014 : Mord am Höllengrund de Maris Pfeiffer : Barbara Haller
- 2014 : Charlotte Welt de Thomas Nennstiel : Sonja Felsner
- 2014 : Steirerblut de Wolfgang Murnberger : Helga Mohr
- 2015 : Der Kotzbrocken de Tomy Wigand : Sophie Brand
- 2015 : Hochzitsköning de Ben Verbong : Hanna König
- 2015 : Summer in Greece de Jorgo Papavassiliou : Rieke Nigbur
- 2015 : Die Wunderübung de Michael Kreihsl : Mme Dorek
- 2016 : Seitensprung mit Freunden de Markus Herling : Julia Bergmann
- 2017 : Kein Herz für Inder de Viviane Andereggen : Charlotte
- 2018 : Zimmer mit Stall de Ingo Rasper : Sophie
- 2018 : Billy Kuckuck de Jan Ruzicka : Billy Kuckuck
- 2018 : Extraklasse de Matthias Tiefenbacher : Dörte Wiedebusch
- 2018 : Keep Calm and Curry on de Viviane Andereggen
- 2019 : Zimmer mit Stall - Tierisch gute Ferien de Ralf Huettner : Sophie
- 2019 : Zimmer mit Stall - Berge versetzen de Ralf Huettner : Sophie
- 2019 : Billy Kuckuck - Eine gute Mutter de Thomas Freundner : Billy Kuckuck
- 2020 : Zimmer mit Stall - Feuer untern Dach de Ralf Huettner : Sophie
- 2020 : Zimmer mit Stall - Die Waschbären sind los de Ralf Huettner : Sophie
- 2021 : Die Freundin meines Vaters de Michael Kreihsl : Brigitte Fiedler

#### Séries télévisées
- 1995 : Jede Menge Leben (de) : Laura
- 1995 : Stadtklinik : Margit Löbel
- 1996 : Rosamunde Pilcher : Karen Rydale
- 1996 : Der Mond scheint auch für Untermieter : Mme Bloss
- 1996 : Adelheid und ihre Mörder : Bedienung
- 1996-2001 : Polizeiruf 110 : Sarah Wennisch / Dinje
- 2000-2013 : Einsatz in Hamburg (de) : Jenny Berlin
- 2003-2016 : Tatort : Angelika Hausberger / Jacqueline Stein / Nina Emmerich / Maria Vollrath
- 2004 : Der Ermittler : Annette Schneider
- 2007 : Weissblaue Geschichten : Dr. Frederike Brandt
- 2008 : Der Bulle von Tölz (de) : Lisa Kornfelder
- 2009 : Un cas pour deux : Viola Heidegger
- 2010 : Schnell ermittelt : Denise von Langheim
- 2010 : Pfarrer Braun (de) : Dr. Martha Penzkofer
- 2011-2015 : Le Renard : Brigitte Maerz / Maria Perreiter
- 2013 : IK 1 – Touristen in Gefahr : Marianne Kramer
- 2013 : Mick Brisgau : Tatjana Maurer
- 2013 : Meurtres en haute société (de) : Christiane Loderer
- 2014 : Der Staatsanwalt : Urusula Overbeck
- 2014 : Soko brigade des stups : Gabi Schmidt
- 2014 : Frühling : Elke Liebherr
- 2016 : Der Lack is ab : Mme Roelke-Baumann
- 2017 : Die Kanzlei : Nora Hanefeld
- 2017 : Helen Dorn : Eva Kurtz
- 2017 : Hubert und Staller : Dr. Theresa Bayer
- 2018 : Ein starkes Team : Liza Prochaska
- 2018 : Origin : Margo Von Platen
- 2020 : Meurtres en eaux troubles : Luisa Eberle

### Cinéma
- 1997 : 2 Männer, 2 Frauen – 4 Probleme!? de Vivian Naefe : Eva
- 1997 : Alles wird gut de Angelina Maccarone : Katja
- 2001 : Das Sams (de) de Ben Verbong : Mme März
- 2002 : Fou de Paris (de) de Pago Bahlke et Eike Besuden : Chris
- 2003 : Tigermännchen sucht Tigerweibchen de Michael Kreihsl : Marlene Singer
- 2005 : Neun de Christian Bach et Janina Dahse : Rebecca Schöning
- 2006 : Klimt de Raoul Ruiz : Mizzi
- 2011: Almanya - Bienvenue en Allemagne de Yasemin Şamdereli : une artiste
- 2012 : Sams im Glück (de) de Peter Gersina : Mme Taschenbier
- 2018 : Die Wunderübung de Michael Kreihsl : Joana Dorek